# Mopani (Distrikt)
Mopani (englisch Mopani District Municipality) ist ein Distrikt in der südafrikanischen Provinz Limpopo. Der Sitz der Distriktverwaltung befindet sich in Giyani. Bürgermeister ist Pule Josiah Shayi.
Der Distrikt ist benannt nach dem dort häufig vorkommenden Mopane-Baum. Dessen Wortursprung liegt im Tshivenda-Wort mupani (in Sepedi motlhanare, in Xitsonga muxanatsi).

## Gliederung
Die Distriktgemeinde wird von folgenden Lokalgemeinden gebildet:
- Ba-Phalaborwa
- Greater Giyani
- Greater Letaba
- Greater Tzaneen
- Maruleng

## Demografie
Gemäß der Volkszählung von 2011 war die Erstsprache zu 45,90 % Sepedi, 44,31 % Xitsonga, 2,87 % Sesotho, 2,06 % Afrikaans und 1,32 % Englisch. Er hatte 1.092.507 Einwohner (Stand: 2022) und 1.159.185 in 2016 auf einer Gesamtfläche von 20.011 km².

## Nationalparks und Naturschutzgebiete
- Modjadji Nature Reserve
- Lekgalameetse Nature Reserve

## Bodenschätze
In der Murchison Range gewinnen mehrere Bergbaubetriebe Antimonerze, deren Vorkommen von weltweiter Bedeutung sind.